# シモーヌ・ヴェイユ (政治家)
シモーヌ・ヴェイユ（Simone Veil, 1927年7月13日 - 2017年6月30日）は、フランスの政治家、ホロコースト体験者である。女性初の欧州議会議長を務めた。

## 人物
1927年7月13日にシモーヌ・アニー・ジャコブとして、アルプ＝マリティーム県ニースにユダヤ系の建築家の娘として生まれた。第二次世界大戦のナチス・ドイツによるフランス占領下の1944年4月、16歳でアウシュヴィッツ＝ビルケナウ強制収容所に送られ、さらに1945年1月にソ連軍がアウシュヴィッツに到着すると「死の行進」が始まり、ベルゲン＝ベルゼン強制収容所に移送された。収容所で両親と兄を失い、1945年、姉マドレーヌとともに生還した。レジスタンス運動に参加していたもう一人の姉ドゥニーズ・ヴェルネも生還した。
戦後、パリ大学で法学を専攻し、さらにパリ政治学院で学んだ。在学中にアントワーヌ・ヴェイユ（後に財務監察官などを歴任）と出会い、1946年に結婚。三子を儲けた。
治安判事の資格を得て、厚生大臣（1974-1979年; ジャック・シラク内閣およびレイモン・バール内閣）、欧州議会議長（1979-1982年）、欧州議会議員（1979-1993年）、国務大臣社会問題・厚生・都市大臣（1993-1995年; エドゥアール・バラデュール内閣）、憲法評議会議員（1998-2007年）を歴任した。
人工妊娠中絶の合法化（ヴェイユ法）のために1974年に法案を国民議会に提出し、3日間にわたる討論で反対派から猛烈な非難を受けながらも可決にこぎつけ、女性解放への道を切り開いた。また、欧州議会議長として欧州統合の推進役を担い、1981年、欧州統合の理念に適う功績を挙げた人物に与えられるカール大帝賞を受賞した。
2008年にアカデミー・フランセーズ会員に選出され、さらにレジオンドヌール勲章グランクロワ、大英帝国勲章 （デイム）、アストゥリアス皇太子賞（国際協力部門）など多くの勲章や賞を受けた。
2017年6月30日にパリの自宅で死去、89歳。7月5日、オテル・デ・ザンヴァリッドで国葬が執り行われ、エマニュエル・マクロン大統領がパンテオンに合祀すると発表。2018年7月1日、パンテオンで合祀式典が執り行われた。
シモーヌ・ヴェイユはフランス人に最も敬愛される女性である（IFOP, 2010年）。
その生涯は2022年に映画化された（日本語題名『シモーヌ フランスに最も愛された政治家』）。

## 経歴

### 生い立ち
1927年7月13日にシモーヌ・アニー・ジャコブとして、ニースのユダヤ系の家庭に生まれた。父アンドレ・ジャコブはローマ大賞を受賞した建築家で、母イヴォンヌはバカロレアを取得して化学を勉強していたが、夫の要求により学業を断念せざるを得なかった。二人の間には1925年に長男のジャン、そして1927年7月13日に末娘のシモーヌが生まれた。当初、パリに居を構えていたが、長女マドレーヌと次女ドゥニーズが生まれた後、ナチス・ドイツがフランスを制圧した1940年、ユダヤ人弾圧を逃れるためにニースに移住した。
父アンドレはユダヤ人社会への帰属を重視したが、これは「ユダヤ教ではなくユダヤ文化」を大切にしていたからであり、シナゴーグに通うなどの宗教実践とは縁遠かった。

### 第二次世界大戦
1940年10月3日、フィリップ・ペタン元帥を首班とする、親ドイツのヴィシー政権がユダヤ人の身分に関する最初の法律を施行した。ユダヤ人の社会的階級を低下させ、市民権を剥奪することを目的としたこの法律（ヴィシー政権によるユダヤ人並びに外来者に対する法）によりユダヤ人は一部の職業から排除され、アンドレは建築家として仕事を続けることができなくなった。1943年9月10日、ドイツ国防軍がドイツ親衛隊の将校アロイス・ブルンナーの指揮下でニースに進駐し、ユダヤ人の一斉検挙が始まった。シモーヌは1944年3月28日にバカロレアの試験に合格したものの、この2日後にゲシュタポの私服警官の尋問を受け、検挙された。ジャコブ一家は偽造身分証明書を所持していたが、これはドイツ軍が秘かに配布したものであった。
シモーヌは当時ユダヤ人を収容していたエクセルシオール・ホテルに連行され、この直後に検挙された母イヴォンヌ、姉マドレーヌ、兄ジャンとともにドランシー収容所に送られた。数日後に父アンドレもドランシー収容所に送られ、1944年5月15日、ジャンとともにまだドイツ占領下にあったバルト諸国に向かう列車に乗せられた。このとき同じ列車で移送された878人のうち、生還したのはわずか17人であった。その後、アンドレとジャンの消息はつかめていない（シモーヌ・ヴェイユは後に兄の名を取って第一子をジャンと名付けた）。次女ドゥニーズはレジスタンス運動の一組織「フラン＝ティルール」に加わっていたが、1944年6月に検挙された。ラーフェンスブリュック強制収容所に送られたが、ユダヤ人であることを隠し通し、後に生還を果たすことができた。

### アウシュヴィッツ＝ビルケナウ強制収容所
1944年4月13日、シモーヌは母親、姉とともにバスに乗せられ、ボビニー駅に着くとアウシュヴィッツ＝ビルケナウ強制収容所へ向かう列車に乗せられた。同じ列車で移送された約1,500人のうち、生還したのはわずか105人であった。シモーヌは最初の夜、腐敗した死体や焼却された死体の臭い、煙などが混じった悪臭に息を詰まらせ一睡もできなかった。朝3時起床、過酷な労働、不衛生きわまる環境、暴力、耐えがたい寒さ、恐怖…シモーヌはこのすべてを生涯記憶にとどめることになった。だが、こうした環境でどうにか生き延びることができたのは、ポーランド人女性のカポ（労働監視員）ステニアが1944年7月に彼女たちをボブレク（Bobrek）収容所に再配置したからである。ボブレク収容所はアウシュヴィッツ＝ビルケナウ強制収容所の一つだが、この工場での労働はこれまでほど過酷ではなかった。ところが、半年後にこの工場が閉鎖されると、再びモノヴィッツ、グリヴィツェ、アウシュヴィッツ第四収容所と転々とさせられた。一方、英米連合軍はドイツ支配地域への空爆を強化し、ソ連軍も南下を続けていた。

### 死の行進、ベルゲン=ベルゼン強制収容所
1945年1月、ソ連軍がアウシュヴィッツに到着すると、被収容者の強制移動「死の行進」が始まり、シモーヌ、イヴォンヌ、マドレーヌは1月30日にベルゲン・ベルゼン強制収容所にたどり着いた。ここでもまた、カポのステニアがシモーヌを見つけ、厨房での仕事を割り当てた。だが、母イヴォンヌは日に日に衰弱し、3月15日に死亡した。姉マドレーヌもチフスを患い、瀕死の状態であった。やがて親衛隊員らが撤退し、4月15日、英軍がベルゲン＝ベルゼン強制収容所を解放した。

### 学業再開、結婚、出産
フランスに戻り、しばらく叔母のもとに身を寄せた後、パリに出て学業を再開。パリ大学で法学を専攻し、さらにパリ政治学院に進んだ。在学中にアントワーヌ・ヴェイユと出会い、1946年10月26日に結婚。1947年にジャン、1949年にニコラ、1954年にピエール＝フランソワが生まれた。アントワーヌ・ヴェイユは間もなく元老院の議会担当官になり、やがてアラン・ポエール予算担当副大臣の官房に入った。アラン・ポエールがドイツ・オーストリア問題警視総監になると、妻シモーヌを伴ってドイツに赴任。シモーヌは家事・育児に奔走する傍ら、司法試験に合格し、夫の書類作成を手伝うなどした。
共に生還した姉のマドレーヌがドイツのヴェイユ一家を訪れた帰りに、1歳の息子リュックとともに交通事故で亡くなった。シモーヌは自伝に「私はずっと死の影を引きずることになるのか」と書いている。

### 治安判事
さらにフランス国立行政学院（ENA）で学んだアントワーヌの研修や赴任に同行し、モロッコやシャトールーで暮らすことになり、生活はそれなりに快適だったが、シモーヌには母親のような専業主婦になることは考えられなかった。アントワーヌに弁護士になりたいと相談したが、「とんでもないことだ」の一言で片づけられた。激しい口論の末、弁護士ではなく治安判事になることで妥協した。治安判事は1946年まで男性しか就くことのできない職業であった。シモーヌは28歳で検察局に入局した。
1957年から1964年まで司法省行刑局に勤務した。刑務所を視察し、その悲惨な状況を知った彼女は、刑務所における女性の問題、条件付きの釈放、そしてさらに厄介なフランス領アルジェリアにおける刑務所の問題などに取り組んだ。昇進を断ってまで取り組むほどの熱心さであった。
新たに法務大臣に就任したジャン・フォワイエにより民事局に配属され、精神障害者、非嫡出子・婚外子などの状況の改善に取り組んだ。また、親の子に対する義務を中心に据えた民法典の一部修正に関する作業により、父権を廃して親権を採用した。さらに養子縁組に関する1966年７月11日の法律第500号の起草において重要な貢献をした。
1969年、ジョルジュ・ポンピドゥー政権下で中道右派のルネ・プレヴァンが司法大臣になると、シモーヌ・ヴェイユは技術顧問を引き受けたが、1年後の1970年2月にはポンピドゥー大統領により司法官職高等評議会の事務総長に任命された。女性初の事務総長であった。さらに、フランス放送協会（ORTF）の運営評議会委員にも任命されたが、この際に、マルセル・オフュルス監督の『悲しみと哀れみ ― 占領下のある町の年代記』（1969年）への資金援助について、フランス人の対独協力に関する不正かつ間違った解釈に基づくとして、これに抗議した。彼女はまた、同様の理由で、ハンナ・アーレントの「悪の陳腐さ」という概念について、「こういう悲観主義は嫌いだ。私には安易なごまかしのように思われる。すべての人に罪があると言うのは、誰にも罪はないと言うのと同じだ」と不快感をあらわにしている。

### 厚生大臣 ― 人工妊娠中絶の自由化「ヴェイユ法」
1974年にヴァレリー・ジスカール・デスタン政権が発足。シモーヌ・ヴェイユはジャック・シラク内閣のもと、厚生大臣として初入閣を果たし、第五共和政初の女性大臣が誕生した。しかし、入閣から半年足らずで、まだほとんど名前を知られていなかった彼女が、非常に困難な課題に取り組むことになった。人工妊娠中絶の合法化である。実際、年間約30万人の女性が非合法の中絶手術を受けており、さらに、1970年代の女性解放運動（MLF）の高まりのなかで、1971年に避妊手段と人工妊娠中絶の自由化を求める「343人のマニフェスト」が発表され、1972年には、友人に強姦されて妊娠した当時16歳の女子学生マリー＝クレールが非合法の中絶を受けたとして母親、医師らとともに起訴された事件（ボビニー裁判）が起きるなど、事態の深刻さが明らかになり、政府は対応を迫られていた。また、ジョルジュ・ポンピドゥー前大統領も1973年1月9日の記者会見で中絶に関する現行法は時代遅れだと認め、選挙後に議員、宗教指導者、医師団等と避妊や中絶に関する話し合いを開始すべきだと明言した。
シモーヌ・ヴェイユは1974年11月26日に法案を国民議会に提出し、次のように訴えた。
私は心底、確信している。人工妊娠中絶は今後も例外的なもの、出口のない状況における最後の手段でなければならないと。しかし、このように例外的な性質を失うことなく、また社会が中絶を助長することなく、しかもこれを許容するためにはどうしたらいいのか。私はまず、ほとんど男性ばかりのこの国民議会において、女性としての私の信念を伝えることをお許しいただきたい。自ら進んで中絶手術を受けようなどと思う女性は一人もいない。女性たちの話を聞くと、それがよくわかる。中絶とは常に深刻な事態であり、それは今後も変わらない。だからこそ、今日、提出する法案により、このような既成事実となった状況を検討しなければならないのであり、これが人工妊娠中絶の可能性を開くとしたら、それは中絶に関する枠組みを定め、女性たちに中絶を思いとどまらせるためである。
3日間にわたって白熱した討論が交わされ、シモーヌ・ヴェイユは猛烈な攻撃を受けた。
反対派の急先鋒であったジャン・フォワイエ元法務大臣は、「ご存知のように、既に資本家らが死の産業に投資したくてうずうずしている。遠からず、フランスで死児が積み重なるアボルトワール（「中絶手術を行う施設」の蔑称）、否、アバトワール（屠殺場）が誕生することになるだろう」と辛らつに批判した。挙句は、シモーヌ・ヴェイユがアウシュヴィッツ強制収容所からの生還者であることも忘れて、胎児を「（強制収容所の）死体焼却炉に投げ込むようなものだ」と心ない暴言を吐く議員すらいた。
シモーヌ・ヴェイユはこれらの発言一つひとつに根気強く対応した。11月29日早朝に投票が行われ、3時40分、賛成284票、反対189票で法案は可決された。
やがて、与党フランス民主連合（UDF）内部にジスカール・デスタン派とシラクらネオ・ゴーリストとの対立が生じたが（詳細は「フランス民主連合」参照）、シモーヌ・ヴェイユは常に独立性を維持し、彼女に対してかなり冷淡であったジスカール・デスタンよりはシラクと良好な関係を築いていたにもかかわらず、シラクからの提案を断り、レイモン・バール内閣に留まった。しかし、実際には、レイモン・バールに共感していたわけではなかった。1980年10月3日にパリ16区のコペルニック通りのシナゴーグで爆弾テロが発生した際に、「シナゴーグに向かうユダヤ教徒を狙ったこの忌まわしいテロ事件で、コペルニック通りを歩いていた罪のないフランス人が犠牲になった」と発言（失言）したレイモン・バールをシモーヌ・ヴェイユは赦さなかった（この事件は死者4人、負傷者20人の犠牲者を出した）。

### 欧州議会議長 ― 欧州統合の推進役
1979年7月、直接選挙による初めての欧州連合（EU）欧州議会議員選挙が行われ、フランス民主連合の候補者名簿第1位のシモーヌ・ヴェイユが欧州議会議長に選出された。欧州議会初のフランス人女性議長であった。以後、内政を離れ、1982年1月まで欧州統合の推進役を担うことになった。母イヴォンヌが、欧州統合だけが新たな戦争を防ぐことができると考えていただけに、シモーヌ・ヴェイユにとって最も重要な挑戦であった。さらに、欧州議会議員としては1993年3月まで、欧州委員会法務局局長を務めるなどの活動を展開し、以後も引き続き、バルカン半島のための国際委員会、EU市民の自由な移動、表現の自由のための欧州基金、欧州法学生協会、科学文化欧州財団などの活動に取り組んだ。女性問題についても、社会党出身の女性権利大臣（1981-1986）イヴェット・ルーディの提案を受けて、1979年に欧州議会の女性の権利・ジェンダー平等委員会(FEMM)を設置した。

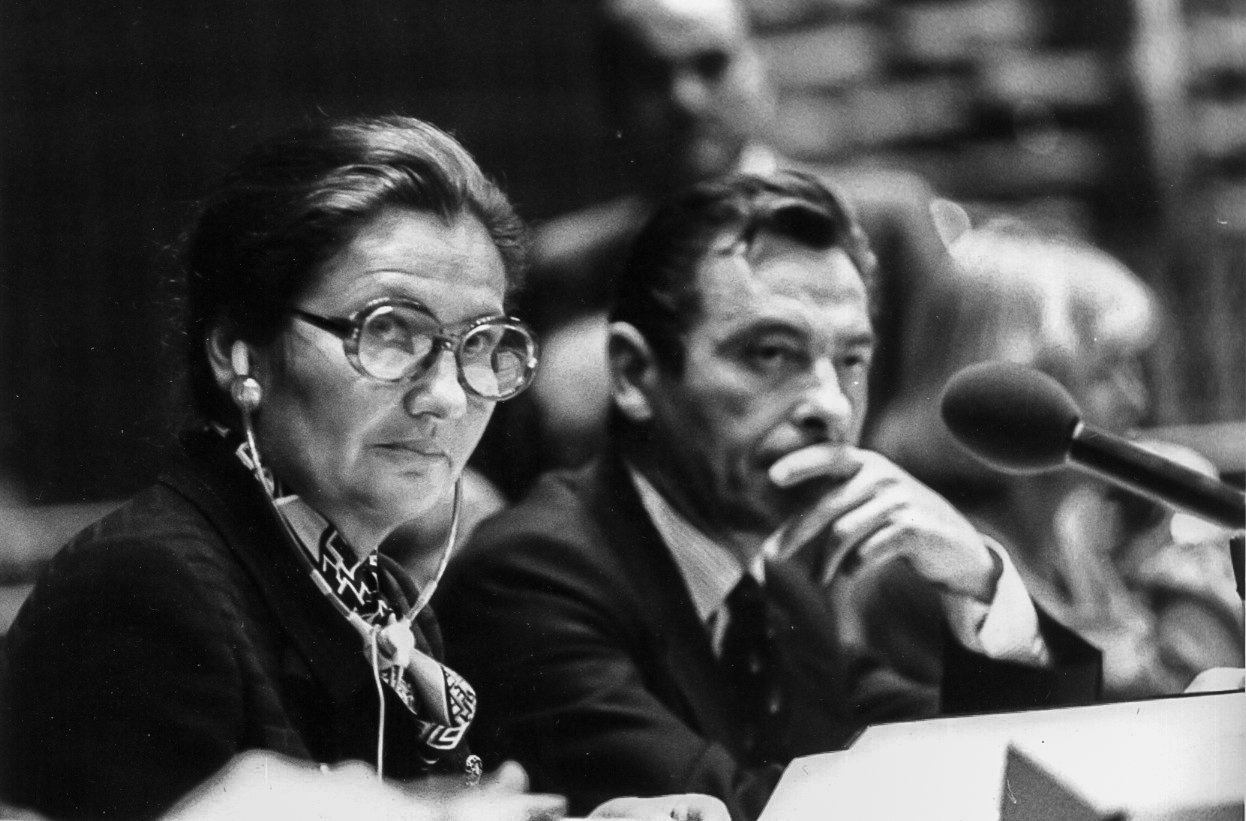
欧州議会議長 (1979年)

1981年、欧州統合の理念に適う功績を挙げた人物に与えられるカール大帝賞を受賞した。
なお、イヴェット・ルーディとはこの後も「候補者男女同数法」（パリテ法; 2000年施行) の成立に向けた委員会設置などの活動を共にしている。
1988年、フランソワ・ミッテランが大統領選挙で再選を果たした後に行われたフランス議会選挙では、第一回投票結果を受けて左派（社会党）を当選させないために、一部の右派が極右「国民戦線」と（決選投票前の）候補取り下げに関する合意を交わし、特に共和国連合のシャルル・パスクワは国民戦線と同じ懸念を抱き、同じ価値観を有するとすら語ったが、シモーヌ・ヴェイユは、「国民戦線を支持するくらいなら、左派に投票する」と、これに真っ向から反対した。

### 国務大臣、社会問題・厚生・都市大臣
1993年3月から1995年5月まではエドゥアール・バラデュール内閣の国務大臣として社会問題・厚生・都市計画を担当した。とりわけ、EU加盟国以外の国で学位を取得した医師がフランス人医師と同等の処遇を受けることができるよう尽力し、さらに、当時ドナーが不足していたイスラエルと臓器提供に関する協定を締結した。
1995年フランス大統領選挙ではエドゥアール・バラデュールを支持したが、ジャック・シラクが当選したため政権を離れることになった。

### 憲法評議会議員
1998年から2007年まで憲法評議会議員を務めた。
2005年、前年10月29日に調印された欧州憲法条約の批准についてフランスで国民投票が行われた際に、賛成投票を呼びかけ、この条約は「平和と民主主義のため」「欧州が困難に打ち勝つために」必要であり、特に女性にとっては、賃金、昇進、社会保障を含むあらゆる分野において平等の権利を推進するものであると訴えた。シモーヌ・ヴェイユはこの活動のために休暇を取っていたが、それでも憲法評議会議員が厳守すべき自制義務に違反するという批判に対して、「評議員としての義務はすべて厳守しており、あらゆる許可および同意を得ている」、「私にはこれまでずっと厳格に守り通してきた自制義務がある。これを守り通したいと思うのは、欧州が私にとって、私の人生で最も苦しい時代に関わる個人的な問題だからである」と主張した。

### 政界引退まで
2002年、二男のニコラが心筋梗塞で死亡（54歳）。「私の人生は恐怖に始まり、絶望に終わる」と語った。
2007年フランス大統領選挙においてニコラ・サルコジへの支持を表明し、周囲を驚かせた。「ニコラは優しい人である。乱暴な表現をすることもあるが、彼の心根の優しさを疑う人がいるとしたら、それは間違いである。彼は忠実な友であり、これは私にとって重要なことである。大統領を選ぶときにはこういう資質を備えた人がいいと思うが、実際にはそうでない場合もある」と説明している。
とはいえ、サルコジが「移民とナショナル・アイデンティティ省」設立構想を提示した際には、「そういう（ナショナル・アイデンティティという）表現はあまりにも曖昧で私は全然好きではない。私だったら『移民・統合省』とする」とたしなめた。
なお、サルコジは実際、「移民とナショナル・アイデンティティ省」を設立したが、「移民のスティグマ化および、外国人に対する不信と敵意に基づくナショナリズムによるものであり、受け入れがたい」として、移民問題研究者パトリック・ヴェイユ、ジェラール・ノワリエルなどの著名な移民史研究者が、国立移民史博物館の評議員を辞任するなど、かなりの批判を浴び、3年後の内閣改造時に廃止された。
ニコラ・サルコジ大統領が2008年1月11日の演説で、「現代に適した新しい基本原則を定義するために国を挙げて議論し、これを憲法前文に規定する必要がある。こうした基本原則の一つが多様性である」とし、シモーヌ・ヴェイユにこのための委員会を立ち上げるよう依頼したと発表した。憲法前文に関する検討委員会の設置に係る2008年4月9日付デクレ第2008-328条では、6月30日までに報告書を提出することになっていたが、憲法専門の法学者アンヌ＝マリー・ル・プルイエが、「憲法前文に多様性の原則を掲げることは、法の下の平等原則を根本から覆し、国民に、憲法評議会がこれまで常にフランス革命の普遍主義に基づいて拒否してきた性的、民族的、言語的または宗教的アイデンティティを割り当てることになる」と批判した。
2012年に1月にジャン＝ルイ・ボルローが民主独立連合（UDI）を設立し、シモーヌ・ヴェイユに対して党員証第1号を発行したと発表した。

### 記憶の継承
2004年12月、『パリ・マッチ』誌の提案に応じて5人の孫をアウシュヴィッツに連れて行き、60年前に彼女が生きた悲劇を伝えた。これまでこうした企画は全て断っており、孫たちにアウシュヴィッツのことを話したこともほとんどなかった。「私の歴史を孫たちに背負わせる必要はない。誰もが知っていることだから。ただ、孫たちが知りたいと思うことには答えたいと思った」。美しく晴れ渡った冬の日だった。「でも、あの頃は死体焼却炉から立ち上る煙で空は真っ黒だった。一度も青い空を見たことがなかった」

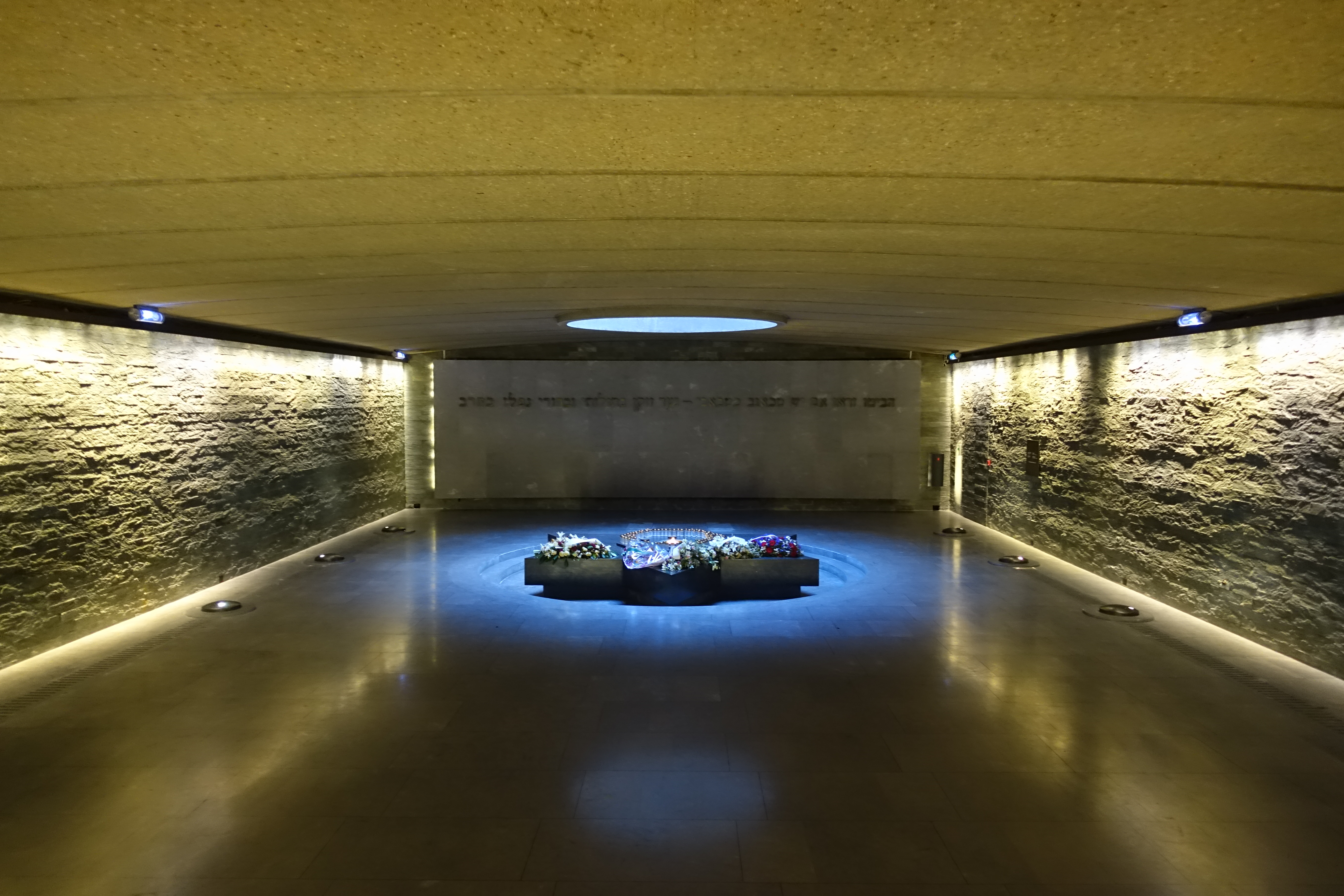
ショア記念館の地下礼拝堂

1956年に第二次世界大戦中のユダヤ人弾圧に関する貴重な資料を収集した現代ユダヤ資料センター (CDJC) を中心に「無名ユダヤ人犠牲者記念館」が設立され、その後設置された記念碑などを含む「ショア記念館」が2005年に設立された。シモーヌ・ヴェイユは2001年から2007年までこの記念館の館長を務めた。ショア記念館には、現代ユダヤ資料センター、常設展、企画展のほか、犠牲になった子供たちの写真で埋め尽くされた「子供記念館」、祈りの炎を絶やさない「地下礼拝堂」、「ユダヤ人登録カード」を保管する部屋、犠牲者の名前が書かれた「名前の壁」、そして建物の外には戦時中にユダヤ人をかくまう、逃亡の手助けをするなどして命を救った3,899人の名前が書かれた「義人の壁」がある。
2007年10月に自伝『ある人生 (Une vie)』が出版された。この本はフランスで売上555,000部に達し、十数か国語に翻訳され（邦訳書『シモーヌ・ヴェーユ回想録 ― 20世紀フランス、欧州と運命をともにした女性政治家の半生』）、さらに、「緑の月桂樹文学賞」を受賞した。シモーヌ・ヴェイユは、とりわけ、人道に対する罪に問われたポール・トゥヴィエとモーリス・パポンについて彼女自身の明確な見解を示している。

### アカデミー・フランセーズ会員
2008年10月、シモーヌ・ヴェイユは2人の元レジスタンス活動家 ― 歴史小説家モーリス・ドリュオンとノーベル生理学・医学賞受賞者のフランソワ・ジャコブ ― の提案により、アカデミー・フランセーズの会員（同じく元レジスタンス活動家で第五共和政第5代首相ピエール・メスメルの後任として席次13）に選出された。会員に与えられる個別仕様の佩剣（はいけん）にはビルケナウという文字、フランス共和国の標語「自由、平等、友愛」、欧州連合の標語「多様性における統一」、そして収容所で腕に彫られた番号78651が彫られた。
警察によると、就任式の日にはアカデミー・フランセーズの近くで約150人が人工妊娠中絶反対を訴えるデモを行った。
2010年、フランス世論調査研究所(IFOP) の調査により「フランス人に敬愛される女性」の1位に輝いた。

### 死去、国葬、パンテオン合祀
2013年、夫アントワーヌ・ヴェイユと姉のドゥニーズ・ヴェルネが死去し、シモーヌ・ヴェイユは政界を引退した。
2016年8月、呼吸不全で入院。
2017年6月30日にパリの自宅で死去、享年89歳。90歳を迎える2週間前だった。息子のピエール＝フランソワによると、最後の言葉は「ありがとう（merci）」だった。
極右のフロリアン・フィリポからニコラ・デュポン＝エニャン、クリスチャン・エストロジ、イヴ・ジェゴ、左派のベルナール＝アンリ・レヴィ、ロランス・ロシニョルまで、そしてパリに拠点を置くウクライナの女性権利団体「FEMEN」のインナ・シェフチェンコ代表も含め、多くの著名人がシモーヌ・ヴェイユをパンテオンに合祀すべきだと提案し、他の複数の女性権利団体による請願書もそれぞれ11万人から12万人の署名を集めた。
だが、孫のデボラー（30歳）とヴァランティーヌ（23歳）は、「（祖母に対するこうした想いに）非常に感謝」しながらも「祖父母は65年も共に生きたのだから、それぞれ別の場所に埋葬されたら、あまり幸せではないかもしれない」という意見だった。

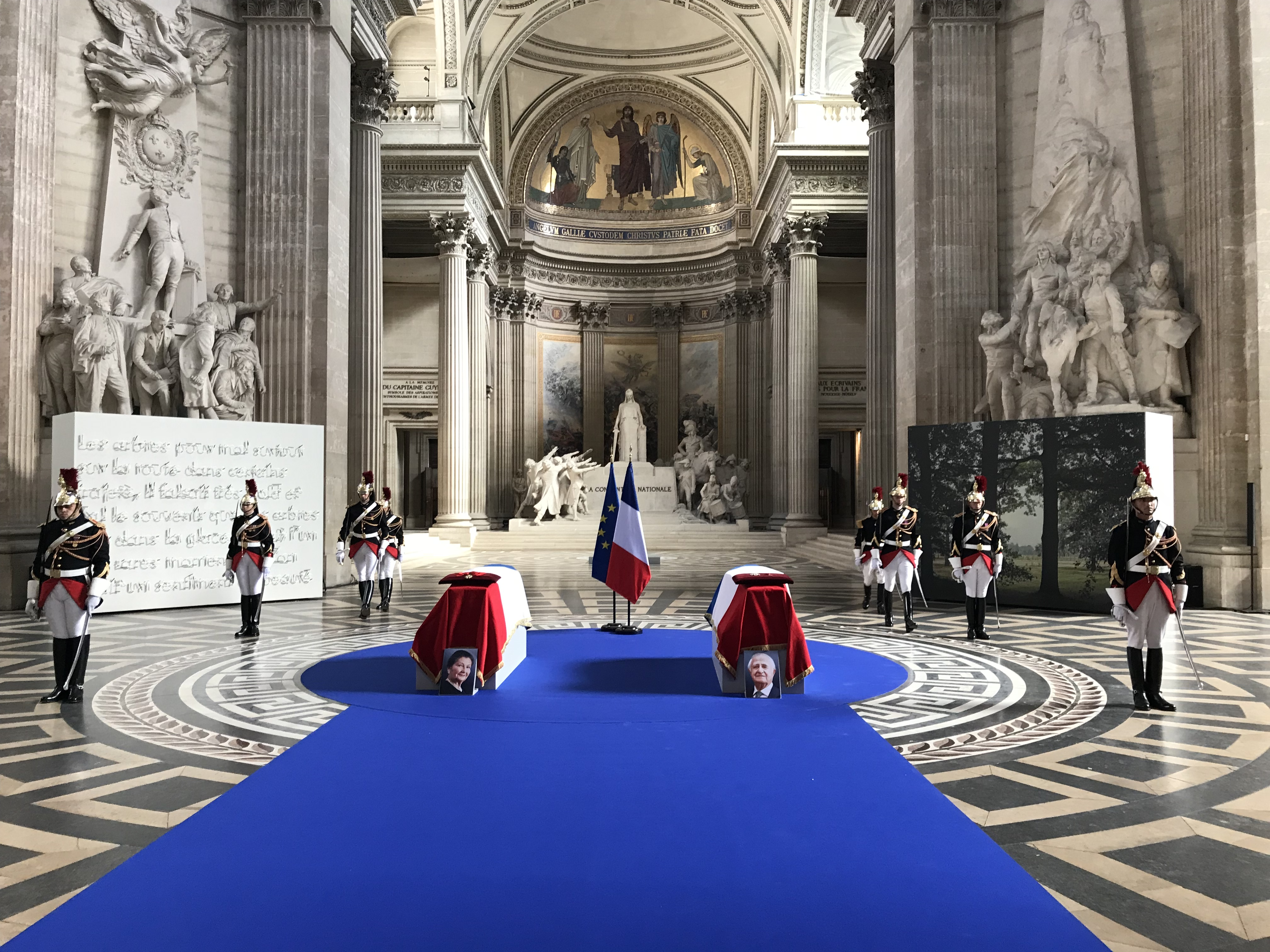
シモーヌ・ヴェイユ、アントワーヌ・ヴェイユの棺 (パンテオン)

2017年7月5日、オテル・デ・ザンヴァリッドで国葬が執り行われ、エマニュエル・マクロン大統領、元大統領のニコラ・サルコジ、フランソワ・オランド、（ジャック・シラクの代理として妻の）ベルナデット・シラク、エドゥアール・フィリップ首相、元首相のエディット・クレッソン、アラン・ジュペ、リオネル・ジョスパン、ジャン＝ピエール・ラファラン、ドミニク・ド・ビルパン、フランソワ・フィヨン、マニュエル・ヴァルス、ベルナール・カズヌーヴ、元大臣のセゴレーヌ・ロワイヤル、ドミニク・ストロス＝カーン、フランソワ・バロワン、ラシダ・ダティ、ミシェル・アリヨ＝マリー、ジャン＝ルイ・ボルロー、ナタリー・コシュースコ＝モリゼ、ロズリーヌ・バシュロ、パリ市長アンヌ・イダルゴらのほか、国外からもベルギーのシャルル・ミシェル首相、ルクセンブルクのグザヴィエ・ベッテル首相、ブルガリアのボイコ・ボリソフ首相らが出席した。ヴァレリー・ジスカール・デスタンは出席しなかった。シモーヌ・ヴェイユの家族の希望により、一般市民も参加した。

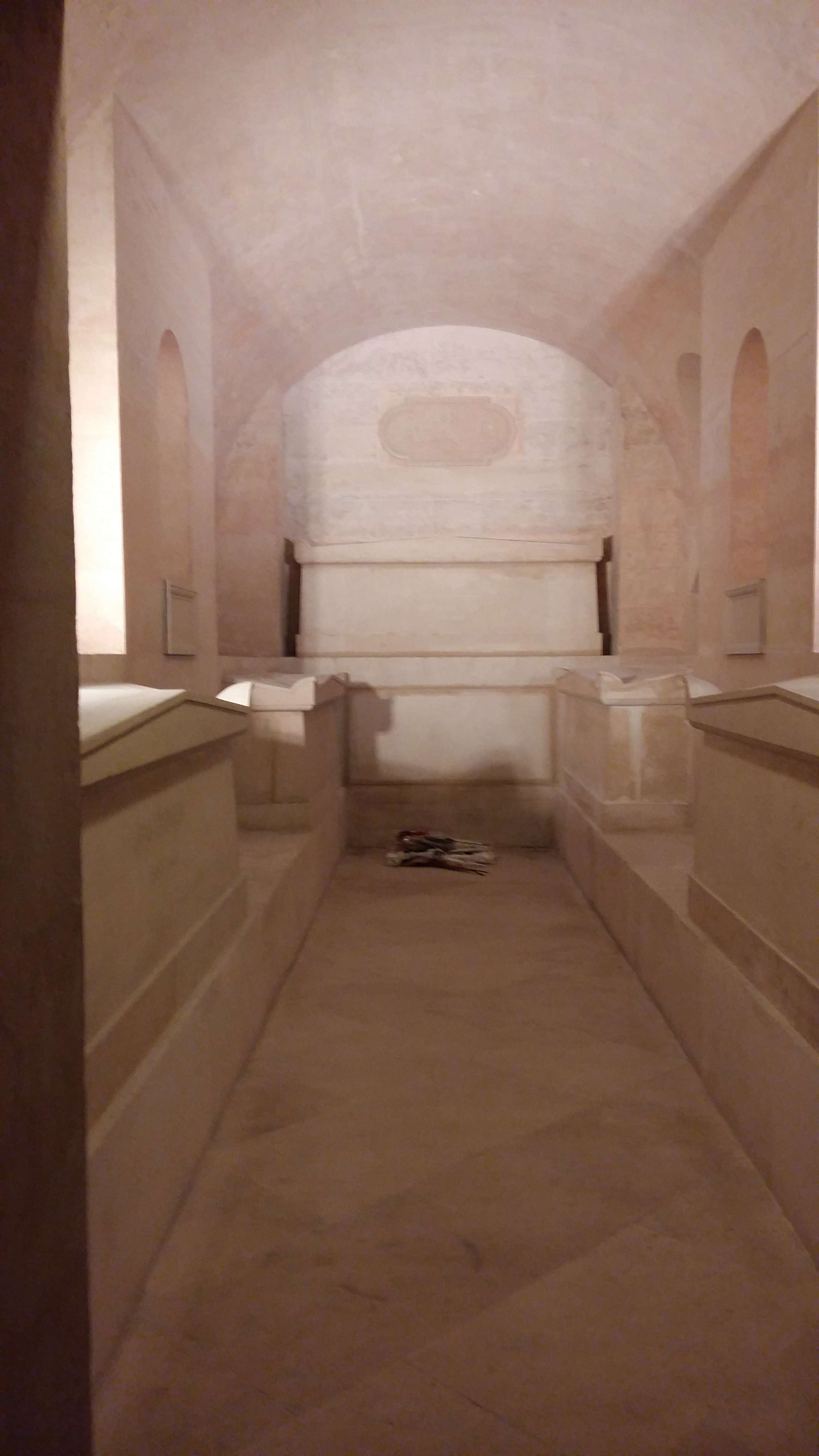
パンテオン：奥にヴェイユ夫妻の墓; 左手にレジスタンス運動の指導者ジャン・ムーラン、作家・政治家でレジスタンスの闘士アンドレ・マルローの墓; 右手にユダヤ系の法学者・裁判官のルネ・カサン、欧州統合の父ジャン・モネの墓

マクロン大統領は追悼の辞の最後に、シモーヌ・ヴェイユを夫アントワーヌ・ヴェイユとともにパンテオンに合祀すると発表した。
シモーヌ・ヴェイユはモンパルナス墓地に2013年に亡くなった夫アントワーヌ・ヴェイユとともに埋葬された。パリのラビ長（ユダヤ教指導者）アイム・コルシア師が葬儀を執り行った。シモーヌ・ヴェイユがカディッシュ（ユダヤ教の死者に捧げる追悼の祈り）を唱えることを希望していたからである。
祈りを捧げたのは息子のジャンとピエール＝フランソワ、アイム・コルシア、そしてシモーヌ・ヴェイユの女性解放のための闘いを象徴するリベラルな女性のラビ、デルフィーヌ・オルヴィユールであった。
2018年6月29日および30日に、ヴェイユ夫妻の棺がモンパルナス墓地からショア記念館に移され、地下礼拝堂に安置された。7月1日、棺がショア記念館からパンテオンに移され、合祀式典が執り行われた。シモーヌ・ヴェイユはパンテオンに合祀された5人目の女性である。

## 著書・参考文献
- Une vie (ある人生), Simone Veil, Stock 2007 (シモーヌ・ヴェイユの自伝)
  - シモーヌ・ヴェーユ『シモーヌ・ヴェーユ回想録 ― 20世紀フランス、欧州と運命をともにした女性政治家の半生』石田久仁子訳、パド・ウィメンズ・オフィス、2011年7月。ISBN 978-4-904111-98-7。（上記の邦訳書）
- 安達正勝『二十世紀を変えた女たち : キュリー夫人 シャネル ボーヴォワール シモーヌ・ヴェイユ』白水社、2000年。ISBN 978-4-560-02824-7。 NCID BA47522397。